# 노블 태극기
노블 태극기는 윌리엄 아서 노블(William Arthur Noble)은 1892년 감리교 선교사로 조선에 와서 부인 매티 월콕스 노블(Mattie Wilcox Noble)과 함께 배재학당 교사 등으로 활동하였다. 
노블 부부는 태극기 실물 두 점을 소장했었는데, 노블이 소장한 태극기는 1890년경 고종이 당시 조선에서 선교사로 활동한 미국인 윌리엄 아서 노블 목사에게 하사한 것으로 알려져 있다. 이 태극기는 노블의 손녀가 한국에 기증하겠다는 의사를 밝힘에 따라 환수되게 되었다.

## 소장처
노블 태극기는 대한민국 국립중앙박물관에서 전시 중이다.
- 유물번호 증 8946 : 세로 18.7cm, 가로 23.9cm

- 유물번호 증 8947 : 세로 11.8cm, 가로 17.8cm